# Distrikt Antabamba
Der Distrikt Antabamba liegt in der Provinz Antabamba in der Region Apurímac in Südzentral-Peru. Der Distrikt wurde am 21. Juni 1825 gegründet. Er besitzt eine Fläche von 603 km². Beim Zensus 2017 wurden 2925 Einwohner gezählt. Im Jahr 1993 lag die Einwohnerzahl bei 3729, im Jahr 2007 bei 3166. Die Distriktverwaltung befindet sich in der 3636 m hoch gelegenen Provinzhauptstadt Antabamba mit 2160 Einwohnern (Stand 2017).

## Geographische Lage
Der Distrikt Antabamba liegt im Andenhochland im zentralen Süden der Provinz Antabamba. Der Río Pachachaca (auch Río Ichuni und Río Antabamba) fließt entlang der nördlichen Distriktgrenze nach Westen. Im Süden reicht der Distrikt bis zum Gebirgszug Cordillera Huanzo, der Höhen von über 5200 m erreicht. Der Río Jeuñamarca durchquert den zentralen Teil des Distrikts in nordnordwestlicher Richtung.
Der Distrikt Antabamba grenzt im Süden an den Distrikt Huaynacotas (Provinz La Unión), im Westen an den Distrikt Juan Espinoza Medrano, im Norden an den Distrikt Huaquirca sowie im Osten an den Distrikt Oropesa.